# Marathon van Nagoya 2005
De marathon van Nagoya 2005 werd gelopen op zondag 13 maart 2005. Het was de 26e editie van de marathon van Nagoya. Alleen vrouwelijke elitelopers mochten aan de wedstrijd deelnemen. De Japanse Yumiko Hara kwam als eerste over de streep in 2:24.19.

## Uitslagen
| rang   | naam               | land | tijd    |
| ------ | ------------------ | ---- | ------- |
| Goud   | Yumiko Hara        | JPN  | 2:24.19 |
| Zilver | Megumi Oshima      | JPN  | 2:24.25 |
| Brons  | Ryoko Kitajima     | JPN  | 2:24.54 |
| 4      | Yasuko Hashimoto   | JPN  | 2:25.21 |
| 5      | Kiyomi Ogawa       | JPN  | 2:26.02 |
| 6      | Chieko Yamazaki    | JPN  | 2:27.22 |
| 7      | Yoko Shibui        | JPN  | 2:27.40 |
| 8      | Takami Ominami     | JPN  | 2:31.16 |
| 9      | Kaoru Nishi        | JPN  | 2:32.39 |
| 10     | Monika Stefanowicz | POL  | 2:33.14 |
| 11     | Miwako Ueki        | JPN  | 2:33.31 |
| 12     | Ayumi Hayashi      | JPN  | 2:33.37 |
| 13     | Yumiko Okamoto     | JPN  | 2:33.47 |
| 14     | Jackie Fairweather | AUS  | 2:34.10 |
| 15     | Aki Negoro         | JPN  | 2:34.43 |
| 16     | Tomoko Kai         | JPN  | 2:35.06 |
| 17     | Emi Takagi         | JPN  | 2:35.28 |
| 18     | Roseline Nyangacha | KEN  | 2:36.09 |
| 19     | Maya Nishio        | JPN  | 2:36.51 |
| 20     | Irina Bogacheva    | KGZ  | 2:37.04 |
| 21     | Yoriko Oda         | JPN  | 2:37.27 |
| 22     | Ayumi Noshita      | JPN  | 2:38.50 |
| 23     | Takako Kotorida    | JPN  | 2:39.00 |
| 24     | Megumi Kobayashi   | JPN  | 2:43.17 |
| 25     | Mai Tagami         | JPN  | 2:43.56 |

1984 ·
1985 ·
1986 ·
1987 ·
1988 ·
1989 ·
1990 ·
1991 ·
1992 ·
1993 ·
1994 ·
1995 ·
1996 ·
1997 ·
1998 ·
1999 ·
2000 ·
2001 ·
2002 ·
2003 ·
2004 ·
2005 ·
2006 ·
2007 ·
2008 ·
2009 ·
2010 ·
2011 ·
2012 ·
2013 ·
2014 ·
2015 ·
2016 ·
2017